# Chlorogomphidae
Chlorogomphidae – rodzina ważek różnoskrzydłych (Anisoptera), tradycyjnie zaliczana jako podrodzina Chlorogomphinae w rodzinie szklarnikowatych (Cordulegastridae).

## Podział systematyczny
Do Chlorogomphidae zaliczane są następujące rodzaje:
- Chlorogomphus Selys, 1854
- Chloropetalia Carle, 1995
- Watanabeopetalia Karube, 2002